# Fabrizio De Simone

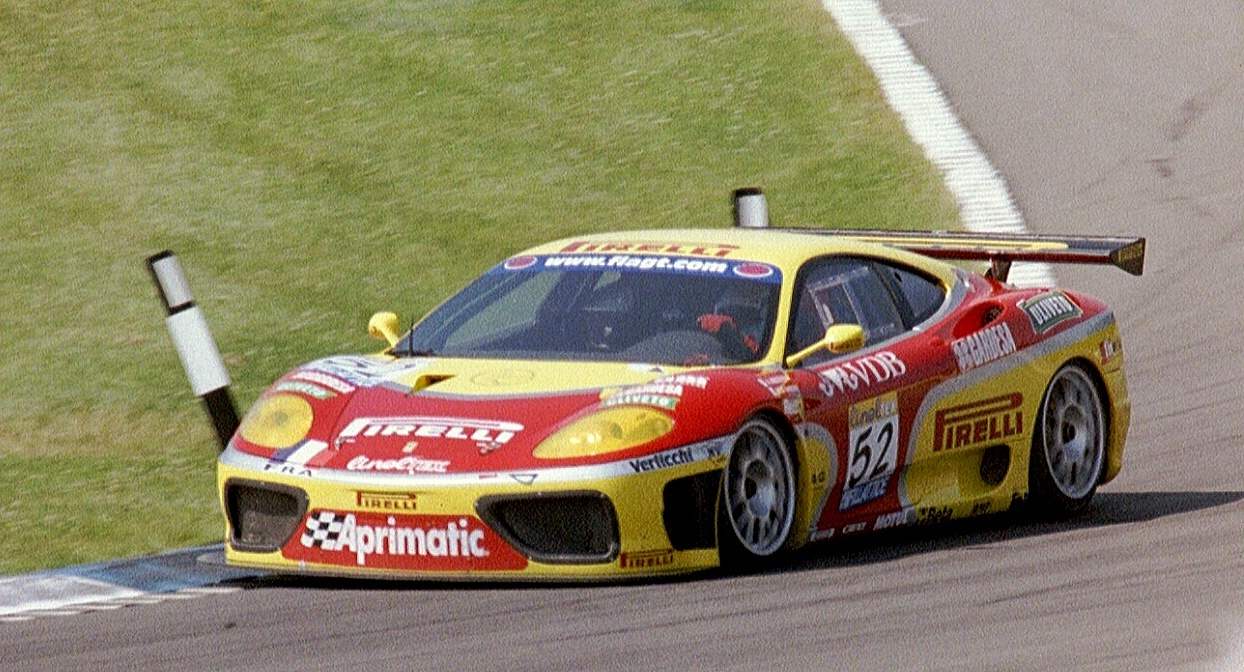
Der von Fabrizio De Simone beim 500-km-Rennen von Donington 2993 gefahrene Ferrari 360 Modena GT

Fabrizio De Simone Niquesa (* 30. März 1971 in Rom) ist ein ehemaliger italienischer Autorennfahrer.

## Karriere
Fabrizio De Simone begann seine Karriere im Kartsport, wo 1988, 1989 und 1990 den zweiten Gesamtrang in der Formel-K-Weltmeisterschaft erreichte. Obwohl er in drei Jahren in der italienischen Formel-3-Meisterschaft ohne Rennsieg blieb, folgte 1994 der Aufstieg in die Formel 3000.
Auch hier blieben in zwei Saisonen die zählbaren Ergebnisse aus. 1994 erreichte der Römer sieben und ein Jahr später nur zwei Punkte in der Endwertung der Meisterschaft. Umso überraschender kam 1996 seine Verpflichtung als Testfahrer beim Jordan-Formel-1-Team. Das Team von Eddie Jordan war in diesem Jahr mit Rubens Barrichello und Martin Brundle prominent besetzt und De Simone kam so gut wie nie zu Fahreinsätzen. Nachdem Eddie Jordan den Vertrag nach einem Jahr nicht verlängerte, wechselte er 1997 für BMW Italia in die italienische Tourenwagenmeisterschaft, wo er 1997 und 1998 jeweils den vierten Gesamtrang erreichte.
Über die Tourenwagen-Europameisterschaft kam er 2005 als Werksfahrer von Maserati, mit dem MC12 in die American Le Mans Series. Schon 2003 hatte er sein Debüt beim 24-Stunden-Rennen von Le Mans gegeben – bis heute sein einziger Auftritt beim Langstreckenrennen an der Sarthe. Sein bisher letzte aktive Saison war das Jahr 2007, die er auf einem Ferrari F430 GT in der GT2-Klasse der Le Mans Series bestritt.

## Statistik

### Le-Mans-Ergebnisse
| Jahr | Team       | Fahrzeug              | Teamkollege   | Teamkollege  | Platzierung | Ausfallgrund |
| ---- | ---------- | --------------------- | ------------- | ------------ | ----------- | ------------ |
| 2003 | JMB Racing | Ferrari 360 Modena GT | David Terrien | Fabio Babini | Rang 25     |              |

### Sebring-Ergebnisse
| Jahr | Team           | Fahrzeug          | Teamkollege      | Teamkollege  | Platzierung | Ausfallgrund |
| ---- | -------------- | ----------------- | ---------------- | ------------ | ----------- | ------------ |
| 2005 | Maserati Corse | Maserati MC12 GT1 | Andrea Bertolini | Fabio Babini | Rang 8      |              |